# Purgatorio - Canto trentaduesimo

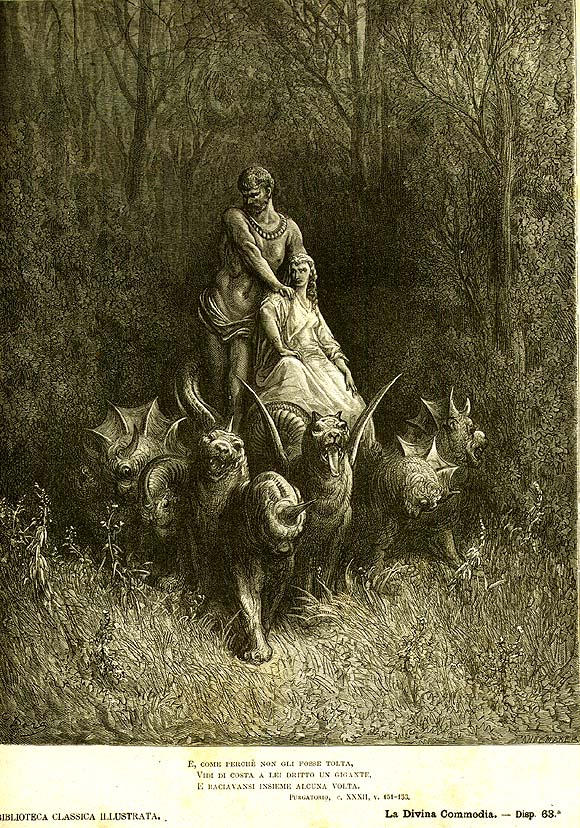
Il carro tirato da sette fiere, illustrazione di Gustave Doré

Il canto trentaduesimo del Purgatorio di Dante Alighieri si svolge nel Paradiso terrestre, in cima alla montagna del Purgatorio, dove le anime che hanno compiuto l'espiazione si purificano prima di accedere al Paradiso; siamo nel mattino del 13 aprile 1300, o secondo altri commentatori del 30 marzo 1300.

## Incipit
(Anonimo commentatore dantesco del XIV secolo)

## Temi e contenuti

### La processione all'albero di Adamo - versi 1-60
Dante è tutto assorto nella contemplazione del viso di Beatrice, pienamente rivelatosi dopo dieci anni dalla scomparsa di lei, a tal punto che quanto lo circonda gli è indifferente. Per questo viene rimproverato dalle Virtù teologali. Volgendosi verso di loro, una volta recuperata la vista abbagliata dal troppo sole, Dante vede che la solenne processione si è rimessa in cammino, questa volta verso oriente: prima i sette candelabri che simboleggiano i doni dello Spirito Santo, come già descritto nel canto XXIX; seguono i ventiquattro vecchi, poi il carro (che rappresenta la Chiesa), trainato dal grifone. Matelda, Stazio e Dante si accodano alla ruota destra del carro e procedono, accompagnati da canti di angeli, per uno spazio pari a circa tre tiri di freccia; a questo punto Beatrice scende dal carro.
Tutti mormorano "Adamo" circondando una pianta completamente priva di gemme o foglie. La sua chioma ha forma di cono rovesciato ed è di altezza smisurata. Le voci delle varie figure simboliche esaltano il grifone (simbolo di Cristo) perché non si ciba di quell'albero, dolce al gusto ma dannoso poi; e il grifone risponde che in tal modo si preserva il bene. Il grifone quindi trascina il carro fino all'albero e lo lega ad esso. Come sulla terra le piante in primavera mettono le gemme, poi i fiori, così l'albero, fino a quel momento del tutto spoglio, si riveste di fiori di un colore tra rosso e viola.

### Sonno di Dante - vv. 61-84
Dante non riesce a percepire bene  e fino alla fine il canto che accompagna questo momento, perché è colto da un sonno improvviso; non può descrivere il modo in cui si è addormentato, il che è impossibile per tutti. Il risveglio è causato da  un improvviso bagliore e da una voce che lo invita ad alzarsi. Come, dopo la Trasfigurazione di Gesù, Pietro, Giovanni e Giacomo ritornano alla realtà consueta, così Dante vede Matelda china su di lui.

### La missione di Dante - vv. 85-108
Matelda invita Dante  a contemplare Beatrice seduta sotto l'albero, circondata dalle sette Virtù; intanto gli altri personaggi seguono il grifone verso il cielo, cantando un inno. Dante è di nuovo assorto nell'ammirazione di Beatrice, quando ella solennemente gli preannuncia che presto egli sarà in eterno in paradiso con lei. Prima però, a vantaggio dell'umanità peccatrice, deve osservare con attenzione il carro e prepararsi a scrivere fedelmente, tornato sulla Terra, tutto quello che vedrà.

### L'allegoria del carro - vv. 109-147
Con la velocità del fulmine, dalla cima dell'albero scende un'aquila che ne fende la corteccia e rompe le fronde nuove, e colpisce violentemente il carro che si piega sul fianco. Poi si avventa su di esso una volpe famelica, ma Beatrice l'accusa di colpe spregevoli e la mette in fuga. L'aquila a sua volta entra nel carro e vi lascia le sue penne; una voce dal cielo lamenta lo stato in cui si trova la "navicella" sua. (È San Pietro che deplora il triste carico che appesantisce la sua Chiesa, ossia i beni terreni).
Appare un drago, come uscito dalla terra, che conficca la coda nel carro, poi la ritrae trascinando con sé una parte del fondo, quindi se ne va. I resti del carro vengono ricoperti dalle piume dell'aquila, che in breve invadono anche il timone e le ruote. Il carro così trasformato mette fuori tre teste (ciascuna con due corna) sul timone e una su ogni lato (con un solo corno): mostro mai visto prima.

### La meretrice e il gigante - vv. 148-160
Sul carro appare una "puttana" provocante, che scambia baci con un gigante. Non appena essa rivolge lo sguardo a Dante, l'amante la percuote selvaggiamente poi, pieno di gelosia e di furore, scioglie il carro dall'albero e lo trascina per la foresta, finché tra Dante e queste orride figure c'è uno schermo di alberi.

## Analisi
L'inizio del canto si collega al tema dell'incontro tra Dante e Beatrice sviluppato nei due canti precedenti; dopo pochi versi però si ritorna ai motivi simbolici che occupavano il canto XXIX. Il corteo sacro, già prima descritto dettagliatamente, si rimette in cammino, seguito questa volta da Dante che, come è stato narrato nel canto XXXI, è stato trasportato oltre il fiume Lete. La processione si ferma nei pressi di un albero simile come forma all'albero che si trova nel girone dei golosi (canto XXII); ma la sua natura è anticipata dal richiamo ad Adamo: si tratta dell'albero della conoscenza del Bene e del Male, collocato, secondo Genesi,3, nel Paradiso Terrestre, ovvero proprio nel luogo in cui ora si trova Dante. L'albero di Adamo riporta al tema del peccato originale, redento solo grazie alla Passione di Gesù Cristo, qui simboleggiato dal grifone. Nell'albero e intorno ad esso avvengono metamorfosi dense di significati allegorici.
Dopo la prima metamorfosi, con la quale l'albero da spoglio diventa verde e fiorito (grazie alla presenza del grifone), Dante è colto lentamente dal sonno, ma non può descrivere l'atto dell'addormentarsi (come è psicologicamente ben noto a chiunque), bensì soltanto accennarvi mediante la similitudine col mito di Argo indotto da Mercurio ad addormentarsi con il racconto degli amori di Pan e della ninfa Siringa.
Un'altra similitudine, questa volta tratta dal Vangelo, introduce un momento successivo del rituale, in cui Beatrice pronuncia un'esortazione a Dante che suona come una vera e propria investitura: il suo compito di poeta è rivolto al ravvedimento "del mondo che mal vive"; sullo stesso piano si dovranno collocare le parole di Cacciaguida nel canto XVII del Paradiso e di San Pietro, sempre nel Paradiso, nel canto XXVII.
In questo modo, il destino individuale di Dante (al quale è preannunciata la salvezza eterna) si collega ai destini universali dell'umanità: questo collegamento, presente, come si è detto, anche in altri punti-chiave della Commedia, attesta la duplice funzione del personaggio Dante: singola persona ben precisa, e figura-simbolo di una umanità che con il suo cammino attraverso i tre regni dell'oltretomba ritrova la strada del bene, una strada smarrita anche per colpa grave della Chiesa.
Al centro degli eventi che ora accadono è il carro, simbolo appunto della Chiesa: dapprima assalito da un'aquila, poi da una volpe affamata; poi danneggiato da un drago, infine orribilmente alterato nel suo aspetto per le penne che lo ricoprono e le ripugnanti sette teste cornute che spuntano su di esso. Attraverso queste immagini rapidamente tratteggiate si delineano quattro momenti cruciali della vita della Chiesa: le persecuzioni da parte dell'Impero Romano (l'aquila); le eresie (la volpe, che si nutre di false dottrine); la Donazione di Costantino (le penne dell'aquila); gli scismi (l'asportazione del fondo del carro); ricordiamo che al tempo di Dante era considerato scisma anche l'Islam.
Infine, con un esplicito richiamo all'Apocalisse, viene rappresentata una meretrice (simbolo della Curia romana) in atteggiamento lascivo con un gigante che poi trascina via il carro e la donna: allusioni alla relazione tra Filippo il Bello re di Francia e la Chiesa, da cui deriverà la cattività avignonese. Già nel canto XX il sovrano francese è oggetto di un giudizio sferzante, e il papa (Clemente V) che a Filippo si sottomise è addirittura collocato nell'inferno (canto XIX).
Nel canto emerge dunque la profondità dell'impegno etico e dottrinale che Dante si assume, e che trova espressione in un linguaggio complesso, dove si accostano fasi descrittive (con tratti anche ruvidamente realistici, come ai vv.133, 136-137, 154-160, ma anche con una capacità creativa quasi allucinatoria) e fasi serenamente contemplative (vv. 31-33, 52-60, 85-90).